# Dino Sokolović
Dino Sokolović, hrvatski skijaš i paraolimpijski prvak, osvajač prvog zlatnog odličja za Hrvatsku na Zimskim paraolimpijskim igrama.
Prije prometne nesreće trenirao je rukomet u RK Zagrebu, hokej na ledu, vaterpolo i nogomet.
U prometnoj nesreći u sudaru kamiona i osobnog vozila u Močilama kod Vrbovskog 2003. ostao je bez majke i dva brata. Iako je jedini preživio nesreću, izgubio je obje noge i prošao s brojnim oštećenjima.
Nakon nesreće okrenuo se športu. Prvo je četiri godine trenirao plivanje, nakon čega se prebacio na alpsko skijanje. Upisao se u Monoski klub »Zagreb« te ga je uočio tadašnji izbornik hrvatske skijaške reprezentacije Dragutin Katuna, koji ga je pozvao na Državno prvenstvo Hrvatske 2007., na kojem je Sokolović osvojio prvo mjesto.
Nastupio je na Zimskim paraolimpijskim igrama 2010. u Vancouveru Sočiju 2014., gdje je na svečanom otvaranju nosio hrvatsku zastavu. U Sočiju je nakon prve vožnje bio vodeći u sjedećem slalomu s prednosti od 1,61 sekunde, ali je u drugoj vožnji ispao sa staze i izgubio odličje. Nije uspio završiti drugu vožnju u kombinaciji, a u veleslalomu je završio na 12. mjestu.
Na Zimskim paraolimpijskim igrama 2018. u Pyeongchangu osvojio je zlatno odličje u sjedećem slalomu, prvo hrvatsko zlatno odličje u paraolimpijskim zimskim šprtovima.
Oženjen je suprugom Barbarom s kojom ima kćer Vitu.